# Marantochloa cordifolia
Marantochloa cordifolia är en strimbladsväxtart som först beskrevs av Karl Moritz Schumann, och fick sitt nu gällande namn av Jean Koechlin. Marantochloa cordifolia ingår i släktet Marantochloa och familjen strimbladsväxter. Inga underarter finns listade.